# Шамрай (видавництво)
«Шамрай» — видавничо-поліграфічне підприємство, засноване 16 лютого 2002 року у місті Миколаєві на базі друкарні Поліграфічного об'єднання «Шамрай». Засновник — Шамрай Павло Миколайович.
Основним напрямом діяльності є видання літератури історичного та краєзнавчого напрямку, науково-методичної літератури, монографій, публіцистичних видань, дитячої літератури, поетичних збірок, альбомів та каталогів живопису. Видавництво також організовує книгозбут, бере участь у книжкових виставках та ярмарках.
З часу заснування у видавництві вийшло понад 100 видань.

## Дипломи, нагороди
Видавництво та його видання були неодноразово нагороджені галузевими відзнаками:
2007 рік
- Диплом переможця першого обласного конкурсу «Найкраща Миколаївська книга» у номінації «Найкраще поліграфічне виконання книги» за видавництво книги за редакцією С. М. Рослякова «Відродження шедеврів»[2]

2008 рік
- Диплом переможця другого обласного конкурсу «Найкраща Миколаївська книга – 2007» у номінації «Найкраще навчальне видання та підручники» за видавництво книги «Миколаївщина в новітній історії. 70-річчю утворення Миколаївської області присвячується».[1]

2009 рік
- Диплом переможця третього обласного конкурсу «Найкраща Миколаївська книга – 2008» у номінації «Найкраще історико-краєзнавче видання» за видавництво книги Ніколаєва М. І. «Политическая и культовая элита Ольвии IV—I вв. до н. э.»[3]
- Диплом переможця третього обласного конкурсу «Найкраща Миколаївська книга – 2008» у номінації «Найкращий літературний дебют» за видання книги Король Г. І. «Намалюю щастя».[3]

2010 рік
- Диплом переможця четвертого обласного конкурсу «Найкраща Миколаївська книга — 2009» у номінації «Найкраще видання для дітей та юнацтва» за видавництво книги Гаврилової І. В. «Країна дитинства»[4]
- Диплом переможця четвертого обласного конкурсу «Найкраща Миколаївська книга — 2009» у номінації «Найкраще історико-краєзнавче видання» за видавництво книги Горбурова Є. Г., Горбурова К. Є. «Известная неизвестная война. Восточная (Крымская) война 1853—1856 гг.».[5]

2011 рік
- Диплом переможця п'ятого обласного конкурсу «Найкраща Миколаївська книга — 2010» у номінації «Найкраще історико-краєзнавче видання» за видавництво книги Макарова Ю. І. «Авианосец».[6]

2012 рік
- Диплом переможця шостого обласного конкурсу «Найкраща Миколаївська книга — 2011» у номінації «Найкращий літературний дебют» за видавництво книги Андрєєвої І. М. «Быть может».
- Диплом переможця шостого обласного конкурсу «Найкраща Миколаївська книга — 2011» у номінації «Найкраще історико-краєзнавче видання» за видавництво книги Горбурова Є. Г., Горбурова К. Є. «История для истории».
- Диплом переможця шостого обласного конкурсу «Найкраща Миколаївська книга — 2011» у номінації «Найкраще видання для дітей та юнацтва» за видавництво книги «Первомайськ у моєму серці».[1]

2013 рік
- Диплом переможця сьомого обласного конкурсу «Найкраща Миколаївська книга — 2012» у номінації «Найкраще краєзнавче видання» за видавництво книги О. Кремка «Миколаїв і миколаївці».
- Диплом переможця сьомого обласного конкурсу «Найкраща Миколаївська книга — 2012» у номінації «Найкраще прозаїчне видання» за видавництво книги В. Марченка «Офицерские звезды».
- Диплом переможця сьомого обласного конкурсу «Найкраща Миколаївська книга — 2012» у номінації «Найкраще видання для дітей та юнацтва» за видавництво книги В. Марущак «Джмелик-мандрівник».

## Автори видавництва
Серед авторів видавництва: О. В. Шива, Є. Г. Горбуров, К. Є. Горбуров, В. І. Марущак, М. Ю. Макаров, Л. Й. Теслер, М. М. Шитюк, В. А. Марченко, Г. В. Нестеренко, В. Я. Дрізо, М. І. Ніколаєв, А. О. Олейнікова, В. П. Шкварець, О. А. Завгородня, Н. Ф. Богза, Л. Л. Левченко, В. В. Щукін, А. М. Сікваров, О. С. Акунін, М. Б. Токарська, Л. П. Сидоренко, В. Ф. Іванов, О. А. Завгородня, В. І. Полянська, С. М. Росляков, Д. Д. Кремінь,Ю. С. Крючков, О. М. Деркач, Т. І. Ковальова, Є. Г. Мірошніченко, Я. І. Конотопенко, Т. Д. Свірська, Н. В. Іванова, С. Чигинцев, Г. І. Гавва, О. Д. Кваша, Г. П. Логвин,

## Публікації про видання у ЗМІ
- Серебрякова Т. В. Кавалеры первых украинских наград на Николаевщине // Рідне Прибужжя. — 2013. — 14 берез. (про презентацію та зміст книги Є. Г. Горбурова "Первые кавалеры украинских наград на Николаевщине).
- Іванюченко А. Трошки позитиву [Архівовано 25 червня 2013 у Wayback Machine.] // Миколаївський інформаційний сайт «Преступности. НЕТ». — 2013. — 2 квіт. (роздуми одного з героїв книги Євгена та Кирила Горбурових «Первые кавалеры украинских наград на Николаевщине» про видання та його значення).
- Николаевские историки презентовали книгу «Слава і гордість Миколаївщини» [Архівовано 30 жовтня 2012 у Wayback Machine.] // Николаевский информационный сайт «Никвести». — 2012. — 20 сент.
- Презентація книги Є. Г. Горбурова, К. Є. Горбурова «Владимир Андрианов — великий корабел» [Архівовано 1 травня 2013 у Wayback Machine.] // Офіційний сайт Центральної Миколаївської обласної універсальної наукової бібліотеки ім. О. Гмирьова. — 2012. — 23 квіт.
- Жевнер В. Владимир Андрианов — великий корабел[недоступне посилання з серпня 2019] // Николаевский сайт «События.mk.ua». — 2012. — 5 апр. (про презентацію та зміст книги Є. Г. Горбурова «Владимир Андрианов — великий корабел»).
- Наточа Е. Морские рассказы Георгия Нестеренко // Вечерний Николаев. — 2012. — 14 июн.
- Анатолий Ганькевич. Герой своего времени // Вечерний Николаев. — 2011. — 3 март.